# Apol·lònia de Barcelona
Apol·lònia de Barcelona és un personatge llegendari, santa inexistent com un desdoblament a partir de la llegenda d'Apol·lònia d'Alexandria.

## Llegenda
Una tradició barcelonina, transmesa per Joan Amades, explica una versió diferent de la llegenda de la santa d'Alexandria, totalment descontextualitzada de la realitat, de la història. Avui dia, però, la llegenda i el culte a aquesta santa inexistent han quedat oblidats.
Diu la tradició que santa Apol·lònia era natural de Barcelona i monja dominica. De jove havia estat casada amb un home molt geniüt i violent que la tractava amb brutalitat; per això, tipa del maltractament, es va fer monja al convent de Montsió, sense explicar a ningú la seva història. Una nit se li va aparèixer Crist carregat amb una creu tan feixuga que amb prou feines es podia mantenir dret. Ella va dir d'ajudar-lo, a la qual cosa va respondre Jesús: "Apol·lònia, Apol·lònia, com vols ajudar-me a portar la creu si no pots amb la teva?" La santa va comprendre el sentit de les paraules del Senyor i l'endemà mateix va deixar el convent i va tornar al costat del seu marit, disposada a sacrificar-se. El marit, com a benvinguda, li va ventar una pallissa que li va fer saltar tots els queixals i les dents i va acabar matant-la.
Per això, Apol·lònia, com la santa original, era venerada contra el mal de queixal i era patrona de les dones maltractades.